# Associazione Olimpica e dei Giochi del Commonwealth delle Seychelles
Il Associazione Olimpica e dei Giochi del Commonwealth delle Seychelles (noto anche come Seychelles Olympic and Commonwealth Games Association in inglese) è un'organizzazione sportiva seychellese, nata nel 1979 a Victoria, Seychelles.
Rappresenta questa nazione presso il Comitato Olimpico Internazionale (CIO) dal 1979 ed ha lo scopo di curare l'organizzazione ed il potenziamento dello sport alle Seychelles e, in particolare, la preparazione degli atleti seychellesi, per consentire loro la partecipazione ai Giochi olimpici. L'organizzazione è, inoltre, membro dell'Associazione dei Comitati Olimpici Nazionali d'Africa.
L'attuale presidente dell'associazione è Antonio Gopal, mentre la carica di segretario generale è occupata da Alain Alcindor.